# NGC 6235
NGC 6235 је збијено звездано јато у сазвежђу Змијоноша које се налази на NGC листи објеката дубоког неба.
Деклинација објекта је - 22° 10' 36" а ректасцензија 16h 53m 25,4s. Привидна величина (магнитуда) објекта NGC 6235 износи 8,9. NGC 6235 је још познат и под ознакама GCL 48, ESO 586-SC5.